# Karol Feliks Falewicz
Karol Feliks Falewicz (ur. 18 maja 1830 w Chołopieniczach, gubernia mińska,  zm. 8 października 1911 w Wilnie) – polski inżynier, uczestnik powstania styczniowego, polski działacz narodowy i społeczny, publicysta, ziemianin, założyciel pierwszej kasy pożyczkowo-oszczędnościowej na Litwie.

## Życiorys
Urodził się 18 maja 1830 roku w rodzinie ziemiańskiej w majątku Chołopienicze w guberni mińskiej. Syn Jana i Joanny z Zubowiczów. Po ukończeniu szkoły w Mohylewie studiował w szkole inżynierów wojskowych w Petersburgu. W 1851 r. awansowany na oficera i skierowany do ryskiego okręgu wojskowego. W 1852 zrezygnował ze służby w inżynierii wojskowej i przeniósł się do cywilnej inżynierii dróg i komunikacji. W 1857 udał się w podróż po Europie zachodniej. Interesował się rozwojem przemysłu i rolnictwa w Europie. Był członkiem redakcji pisma Słowo Ohryzki w Petersburgu, gdzie opublikował też poczytny artykuł Szkoły reformy w Belgii i swoją książkę pt „Uwagi o nadużyciu spirytusowych napojów“.
Osiadł w majątku brata Aleksandra w Wiljanowie pod Werkami. Wspólnie z Marianem Czapskim, Jakubem Gieysztorem i Sewerynem Romerem tworzył ustawy Towarzystwa Kredytowego w Wilnie. Działał w organizacjach konspiracyjnych i organizacji powstańczej. W czasie powstania styczniowego był sekretarzem wydziału zarządzającego prowincjami Litwy. We wrześniu 1863 został aresztowany i osadzony na półtora roku w twierdzy dyneburskiej. Dzięki staraniom wpływowych przyjaciół został wypuszczony z więzienia.
Dzierżawił majątek Werki i pracował przy budowie kolei lipaworomeńskiej. Był założycielem kasy pożyczkowo–oszczędnościowej w Werkach – pierwszej takiej kasy na Litwie. Zasiadał w radzie miejskiej Wilna. Organizował pomoc dla najuboższych i sierot w Werkach i Wilnie. Prowadził korespondencję z Rafałem Kalinowskim. Zmarł 8 października 1911 w Wilnie.

## Rodzina
Miał dwóch synów: generała Wojciecha Stanisława oraz Marszałka Seniora i posła na Sejm Litwy Środkowej Jana Marcina. Jego wnukami byli: kawaler orderu Virtuti Militari pułkownik Tadeusz Falewicz oraz żołnierz AK i NSZ Kazimierz Falewicz.